# 78. Infanterie-Division (Wehrmacht)
Die 78. Infanterie-Division (andere Bezeichnungen: 78. Sturm-Division, 78. Grenadier-Division, 78. Volksgrenadier-Division, 78. Volks-Sturm-Division) war ein Großverband des Heeres der Wehrmacht im Zweiten Weltkrieg.

## Geschichte

### Aufstellung
Die Division wurde als Infanterie-Division der 2. Aufstellungswelle am 26. August 1939 in Ulm, Wehrkreis V, durch den Artilleriekommandeur V aufgestellt. Das erste Truppenverbandsabzeichen stellte daher auch das Ulmer Münster dar. Ein großer Teil der Soldaten waren Reservisten, die der 5. (Ulm), 25. (Ludwigsburg) und 35. Infanterie-Division (Karlsruhe) sowie Einheiten aus Ulm, Tübingen/Reutlingen, Heilbronn und Konstanz entstammten.

### Seuchengefahr
Nach ihrer Aufstellung verblieb die Division für den Rest des Jahres 1939 im Deutschen Reich. Ursprünglich war geplant, dass sie an der zweiten Phase des Westfeldzugs (Fall Rot) teilnehmen sollte. Dazu kam es aufgrund des Ausbruchs der Krankheit Rotlauf und der damit verbundenen Quarantäne jedoch nicht.

### Frankreich
Erst im Juni 1940 wurde die 78. Infanterie-Division über Luxemburg und Belgien in die Nähe von Reims verlegt. Ein Truppenverband wurde für die Vorbereitung auf das Unternehmen Seelöwe nach Lac sur Mer abgestellt, sowie ein Drittel der Division für die Neuaufstellung der 305. Infanterie-Division im Herbst 1940 abgegeben. Zum Ausgleich wurden der 78. Infanterie-Division 4.000 neu ausgebildete Rekruten zugeführt.
Im Mai 1941 wurde die Division ins besetzte Polen verlegt.

### Unternehmen Barbarossa
Nach dem Beginn des deutschen Überfalls auf die Sowjetunion (→Deutsch-Sowjetischer Krieg) am 22. Juni 1941 wurde die Division bei Kämpfen in Białystok, Mogilew und Roslawl sowie in der Kesselschlacht von Wjasma-Brjansk eingesetzt.
Anfang Dezember 1941 gehörte die 78. Division zu jenen Einheiten, die bei der Stadt Rusa bis auf wenige Kilometer an Moskau heranrücken konnten, bevor sie sich aufgrund des sowjetischen Gegenangriffs wieder zurückziehen mussten (→Schlacht um Moskau).

### 1942

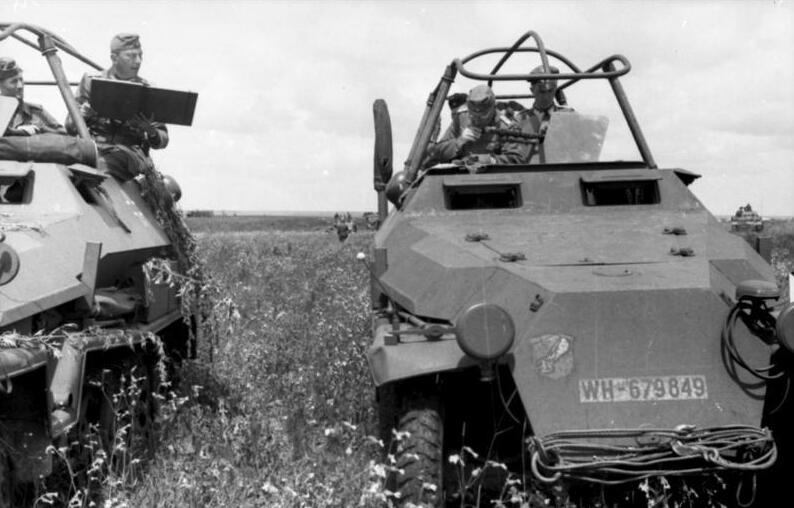
Sd.Kfz. 251/6 der Division (Divisionsabzeichen links oberhalb des Kennzeichens), Russland, Juni 1942.

Im ersten Halbjahr 1942 nahm die Division bei Gschatsk an mehreren Abwehrschlachten teil, unter anderem auch am Unternehmen Winterreise, der Rückverlegung der Front auf die Linie Juchnow–Gschatsk–Rschew. Nach weiteren heftigen Kämpfen wurde die Division während der im Dezember 1942 stattfindenden sowjetischen Offensive Operation Mars im Frontabschnitt bei Rschew fast aufgerieben. Nur 1.500 Soldaten überlebten und die Division musste zur Reorganisation aus dem Kampf herausgenommen werden.

## 78. Sturm Division
Im Raum Sytschewka erfolgte ab dem 27. Dezember 1942 die Neuaufstellung als 78. Sturm-Division, womit sie zur einzigen so benannten Division des deutschen Heeres wurde. Hierfür wurde der Division moderne Ausrüstung zugeführt: Sie erhielt eine neue Aufklärungskompanie, Sturmgeschütze, Raupenschlepper als Ersatz für bisher verwendete Pferdegespanne, Flugabwehrkanonen, schwere Granatwerfer und 7,5 cm Panzerabwehrkanonen. Gleichzeitig erhielt sie auch ein neues Truppenkennzeichen: Die Eiserne Faust.

### Unternehmen Zitadelle
So aufgefrischt, nahm die Division als Teil der 9. Armee im Juli 1943 am Unternehmen Zitadelle teil und führte anschließend Abwehrkämpfe bei Smolensk (1943), Brjansk (1943), Jelnja (1943) und Orscha (bis Juni 1944). Zwischen dem 3. und 11. Juli 1944 wurde die 78. Division bei der Ortschaft Tscherwen östlich von Minsk während des Zusammenbruchs der Heeresgruppe Mitte eingeschlossen und vollständig vernichtet. Der größte Teil der überlebenden Soldaten der Division ging in sowjetische Gefangenschaft. Nur wenigen Soldaten gelang es, sich bis zu den 500 Kilometer entfernten deutschen Linien als „Rückkämpfer“ durchzuschlagen.

## 78. Grenadier-Division
Nach der Vernichtung im Juli 1944 erfolgte bereits am 18. Juli 1944 die Wiederaufstellung durch Umbenennung der 543. Grenadier-(Sperr-)-Division (29. Welle), die seit dem 10. Juli 1944 auf dem Truppenübungsplatz Münsingen aufgestellt wurde, zunächst als 78. Grenadier-Division.

## 78. Volksgrenadier-Division / 78. Volks-Sturm-Division
ab 9. Oktober 1944 78. Volksgrenadier-Division. Ab 1. Januar 1945 wurde die Division in 78. Volks-Sturm-Division umbenannt. Die Benennung steht nicht im Zusammenhang mit dem Volkssturm. Nach der Neuaufstellung folgten Kämpfe in Galizien und den Karpaten. Im letzten Kriegsjahr 1945 führte die Division Rückzugskämpfe in Oberschlesien, den Beskiden und zuletzt im Sudetenland.

### Kapitulation
Der Befehl zur bedingungslosen Kapitulation erreichte die 78. Division am 8. Mai 1945 unweit von Olmütz (Mähren). Die verbliebenen rund 5000 Soldaten der Division gingen daraufhin in sowjetische Gefangenschaft.

## Verbandszugehörigkeit
Die Division gehörte bei ihrer Aufstellung zur 7. Armee der Heeresgruppe C. Später gehörte sie zur 9. Armee, 4. Armee, 17. Armee, Panzergruppe 2, Panzergruppe 4, zur 1. Panzerarmee, 2. Panzerarmee, 3. Panzerarmee und zur 4. Panzerarmee. Die jeweiligen Heeresgruppen waren A, B, C, Mitte und Nordukraine.

## Gliederung
| 78. Infanterie-Division 1939                   | 78. Sturm-Division 1943                       | 78. Volks-Sturm-Division 1945             |
| ---------------------------------------------- | --------------------------------------------- | ----------------------------------------- |
| Infanterie-Regiment 195                        | Sturm-Regiment 195                            | Sturm-Regiment 195                        |
| Infanterie-Regiment 215                        | Sturm-Regiment 215                            | Sturm-Regiment 215                        |
| Infanterie-Regiment 238                        | Sturm-Regiment 14                             | Sturm-Regiment 14                         |
| Artillerie-Regiment 178                        | Artillerie-Regiment 178                       | Artillerie-Regiment 178                   |
| Aufklärungs-Abteilung 178                      | Aufklärungs-Abteilung 178                     | Divisions-Füsilier-Bataillon 78           |
| Pionier-Bataillon 178                          | Pionier-Bataillon 178                         | —                                         |
| Panzerabwehr-Abteilung 178                     | Panzerjäger-Abteilung 178                     | Panzerjäger-Abteilung 178                 |
| —                                              | Granatwerfer-Bataillon 5                      | —                                         |
| —                                              | Sturmgeschütz-Abteilung 189                   | —                                         |
| —                                              | Flak-Abteilung 293                            | —                                         |
| Infanterie-Divisions-Nachrichten-Abteilung 178 | Sturm-Divisions-Nachrichten-Abteilung 178     | Sturm-Divisions-Nachrichten-Abteilung 178 |
| Divisions-Nachschubführer 178                  | Kommandeur der Divisions-Nachschubtruppen 178 | Divisions-Versorgungsregiment 178         |

## Kommandeure
| Dienstzeit                                              | Dienstgrad                   | Name                  |
| ------------------------------------------------------- | ---------------------------- | --------------------- |
| 26. August bis 30. September 1939                       | Generalleutnant              | Fritz Brand           |
| 1. Oktober 1939 bis 21. September 1941                  | Generalleutnant              | Curt Gallenkamp       |
| 22. September bis 6. Dezember 1941 (in Vertretung)      | Generalmajor                 | Emil Markgraf         |
| 7. Dezember 1941 bis 8. April 1943                      | Generalmajor/Generalleutnant | Paul Völckers         |
| 8. April 1943 bis 1. November 1943                      | Generalleutnant              | Hans Traut            |
| 1. November 1943 bis 15. Februar 1944                   | Oberst                       | Heribert von Larisch  |
| 15. Februar 1944 bis 12. Juli 1944                      | Generalleutnant              | Hans Traut            |
| 12. Juli bis 23. September 1944                         | Generalleutnant              | Siegfried Rasp        |
| 23. September 1944 bis 1. Dezember 1944 (in Vertretung) | Oberst                       | Alois Weber           |
| 1. Dezember 1944 bis 18. Januar 1945                    | Generalmajor                 | Harald von Hirschfeld |
| 18. bis 25. Januar 1945 (in Vertretung)                 | Generalmajor                 | Hans Schrepffer       |
| 25. Januar bis 1. April 1945                            | Generalmajor                 | Wilhelm Nagel         |
| 1. bis 30. April 1945 (in Vertretung)                   | Oberst                       | Gerhard Mathias       |
| 1. bis 8. Mai 1945 (in Vertretung)                      | Generalmajor                 | Erich Geissler        |

## Divisionsangehörige

### Inhaber des Ritterkreuzes des Eisernen Kreuzes
- Oberst Georg von Neufville, 22. September 1941
- Oberst Ludwig Merker, 18. November 1941
- Generalleutnant Curt Gallenkamp, 19. November 1941
- Oberstleutnant Alfons Hitter, 14. Dezember 1941
- Oberleutnant Paul Dowerk, 14. Januar 1942
- Oberleutnant Horst Stoffleth, 20. August 1942
- Stabsfeldwebel Ludwig Barth, 20. August 1942
- Oberstleutnant Ernst Kaether, 10. Dezember 1942
- Hauptmann Wilhelm Kohler, 10. Dezember 1942
- Generalleutnant Paul Völckers, 11. Dezember 1942
- Oberstleutnant Walter Reissinger, 17. Dezember 1942
- Hauptmann Albert Schneider, 23. Dezember 1942
- Hauptmann Berthold Gamer, 25. Januar 1943
- Leutnant Erich Fischer, 31. März 1943
- Feldwebel Josef Schreiber, 31. März 1943
- Obergefreiter Emil Rosshart, 3. April 1943
- Oberstleutnant Oskar Eckholt, 9. April 1943
- Oberstleutnant Walter Hollaender, 18. Juli 1943
- Oberfeldwebel Wilhelm Schlecht, 23. Juli 1943
- Hauptmann Wilhelm Hilgers, 31. Juli 1943 (postum)
- Major Rudolf Ihde, 23. September 1943
- Hauptmann Wilhelm Rüngeler, 11. Oktober 1943
- Leutnant Karl Reinhart, 20. Dezember 1943
- Oberleutnant Josef Liebenwein, 7. April 1944
- Oberfeldwebel Ernst Jedele, 15. April 1944 (postum)
- Oberleutnant Walter Klocke, 20. April 1944
- Hauptmann Georg Gärtner, 21. September 1944
- Major Hans Huzel, 18. Februar 1945
- Hauptmann Helmut Jeserer, 30. April 1945
- Hauptmann Erhard Liss, 30. April 1945
- Hauptmann Karl Heer, 30. April 1945 (postum)

### Inhaber des Eichenlaub zum Ritterkreuz des Eisernen Kreuzes
- Oberfeldwebel Josef Schreiber, 5. Oktober 1943
- Oberstleutnant Georg Gebhardt, 19. Februar 1945

### Weitere Persönlichkeiten
- Hans Gmelin (1911–1991), Oberbürgermeister (1954–1974) und Ehrenbürger von Tübingen[1] (S. 172)
- Hans Lorenser (1916–1989), Oberbürgermeister von Ulm (1972–1984), CDU-Landtagsabgeordneter im baden-württembergischen Landtag (1964–1972)[1](S. 173)
- Kurt Gerber, Kommandeur der 10. Panzerdivision der Bundeswehr in Sigmaringen, Befehlshaber im Wehrbereich V (Stuttgart).[1](S. 174)
- Rolf Friedemann Pauls (1915–2002), Botschafter der Bundesrepublik in Israel, den USA und der Volksrepublik China.[1](S. 172)
- Richard Scheringer (1904–1986), deutscher Antifaschist und Mitglied der KPD.

## Nach dem Krieg

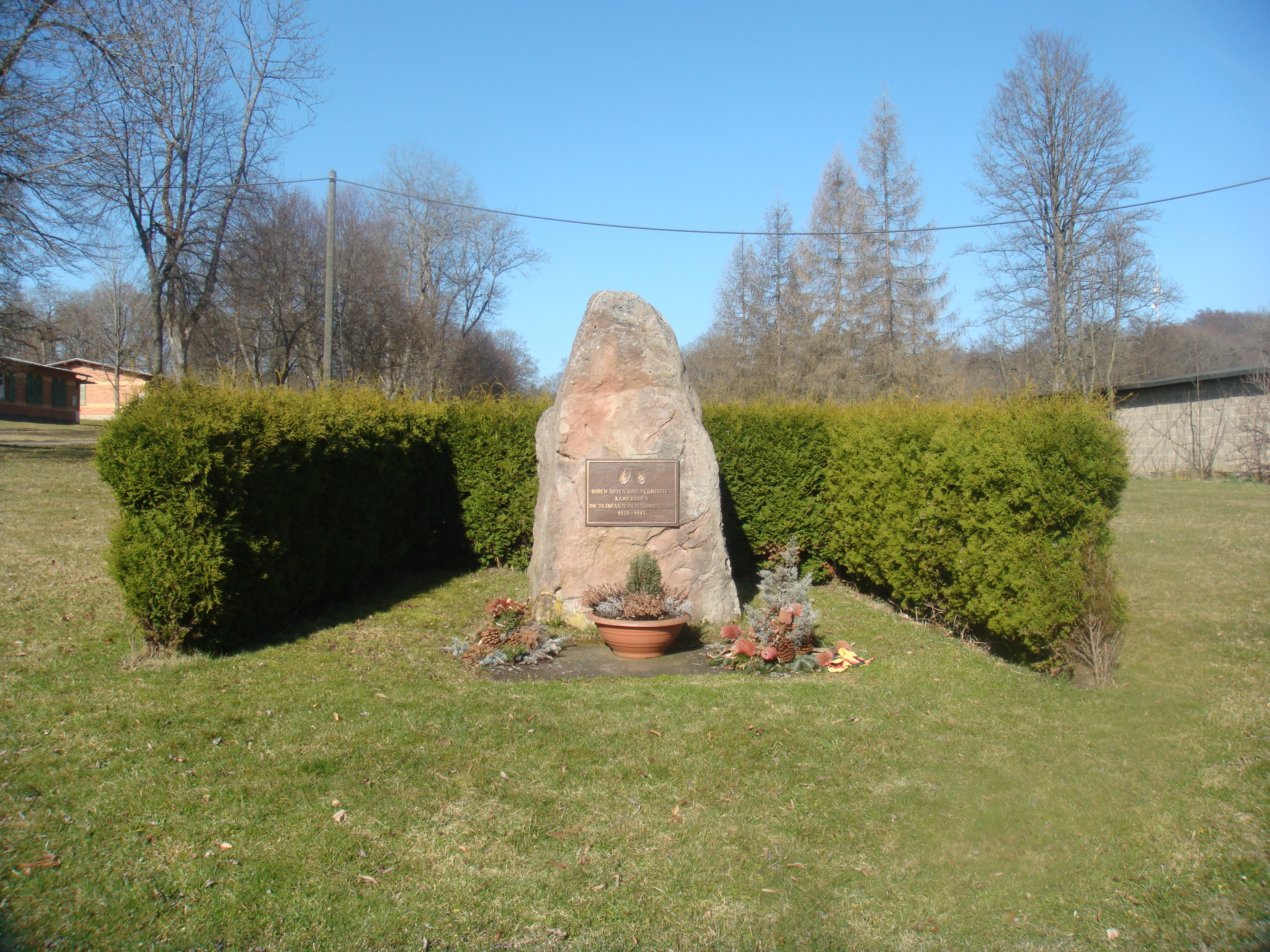
Gedenkstein für die Gefallenen der 78. Infanterie-Sturmdivision im Alten Lager Münsingen

Bereits 1951 wurde begonnen, Ehemalige zu kontaktieren und Divisionstreffen abzuhalten. 1955 wurde in Tübingen das Kameradenhilfswerk gegründet.

### Verbindungen zur Bundeswehr
Zwischen Ehemaligen der Division und Soldaten des Fallschirmjägerbataillons 251 (Calw), das dessen „Eiserne Faust“ als Bataillonsabzeichen führte, gab es bis zu dessen Auflösung 1996 Kontakte, die allerdings inzwischen nicht mehr bestehen.

### Gedenkstätten
- Gedenkstein auf den Münsinger Truppenübungsplatz, im August 1999 von der Neckarinsel in Tübingen dorthin verlegt.
- Gedenktafel des Artillerieregiments 178 im Ehrenhof der Deutschen Artillerie in Idar-Oberstein.
- Gedenkkreuz auf dem Castell-Berg bei Achkarren.
- Gedenkstein in Immendingen in der nach Ritterkreuzträger Josef Schreiber benannten Bundeswehrkaserne.